# Francisco García Salve
Francisco García Salve conegut com a Paco el cura. (Farlete, Monegres, 20 de novembre de 1930-5 de març de 2016) va ser un sacerdot jesuïta espanyol membre destacat del Partit Comunista d'Espanya i sindicalista dirigent de Comissions Obreres.

## Biografia
D'orígens modests, de petit va perdre el seu pare, un guàrdia civil assassinat per anarquistes el 1934. Va cursar estudis en un col·legi de jesuïtes i va ingressar en la Companyia en acabar el Batxillerat. La seva proximitat al moviment obrer es va iniciar pel seu coneixement directe, mentre residia a Sant Sebastià, de la repressió que sofrien alguns participants en vagues.
En 1967 es va traslladar a Madrid i es va convertir en capellà obrer, treballant com a peó paleta (ferrallista) i iniciant una activitat intensa com a membre de Comissions Obreres. Al juny de 1972 va ser detingut en el convent d'oblats de Pozuelo de Alarcón. proper a Madrid juntament amb altres dirigents de Comissions Obreres entre els quals es trobava Marcelino Camacho Abad.
Va ser un dels acusats i condemnats en el Procés 1001. Durant el seu temps de presó (tres anys i mig) va començar els estudis de Dret, que va acabar ja en llibertat. Va deixar l'ordre i el sacerdoci i va contreure matrimoni en 1976. Va exercir com a advocat laboralista. Va pertànyer també al Comitè Central del Partit Comunista d'Espanya.
Va ser detingut el 29 de desembre de 1976 en l'avinguda de José Antonio de Madrid quan participava en una manifestació demanant la llibertat de Santiago Carrillo. L'1 de gener de 1977 va ser posat en llibertat.
Al març de 1981 va ser expulsat del Comitè Central del PCE per formar part del grup minoritari prosoviètic o afganès, tendència minoritària després de la renovació eurocomunista.
L'expulsió pot entendre's com un cop d'atenció als sectors més combatius contra l'actual direcció, de cara al proper congrés. Posteriorment formà part del Partit Comunista dels Pobles d'Espanya.
En 1999 va formar part dels 74 ex-presos polítics del franquisme indemnitzats per la Comunitat de Madrid. El seu pensament polític era així:
| «                                      | "...A tot el que parli de pluralitat sindical cal escopir-li a la cara. És un canalla o un estúpid ignorant. Tot el que parla de pluralitat sindical és un traïdor a la classe obrera, un enemic que busca la nostra ruïna..." | » |
| — Jo creo en la classe obrera, p. 138, | |   |

L'Audiència Provincial de Madrid el condemnava a tres anys i quatre mesos d'arrest major i a una multa de mig milió de pessetes, per delictes de desacatament i injúries greus a l'autoritat, continguts en aquest llibre.
El 18 de juliol de 1984 fou indultat com a autor de quatre delictes de desacatament i injúries greus.

## Obres
- Yoga para jóvenes (1965),
- Vida de Pablo VI  El Mensajero del Corazón de Jesús, Bilbao, 1965
- El pez. Libro de oración El Mensajero del Corazón de Jesús, Bilbao, 1967.
- Cuentos para el pueblo, Editorial Zero, Madrid, 1971.
- Una chica al este del sol, Editorial Studium, 1973.
- El amargo (1974),
- Yo creo en la clase obrera, Sedmay, Madrid, 1977.
- Cimientos del nuevo sindicalismo (1978),
- Por qué somos comunistas (1981)
- Huir de la piara (mayo de 2010).